# Église de la Décollation-de-Saint-Jean-Baptiste d'Oiselay-et-Grachaux
Pour les articles homonymes, voir Église de la Décollation-de-Saint-Jean-Baptiste.
L'église de la Décollation-de-Saint-Jean-Baptiste est une église catholique située à Oiselay-et-Grachaux, en France.

## Localisation
L'église est située sur la commune d'Oiselay-et-Grachaux, dans le département français de la Haute-Saône.

## Historique
L'édifice est classé au titre des monuments historiques en 2007.